# Kim Yeon-ji (Taekwondoin)
Kim Yeon-ji (* 12. Mai 1981) ist eine ehemalige südkoreanische Taekwondoin.

## Erfolge
2002 gewann sie bei den Asienspielen in der Gewichtsklasse bis 63 Kilogramm eine Goldmedaille. Sowohl 2001 in Jeju-si als auch 2003 in Garmisch-Partenkirchen wurde sie in dieser Gewichtsklasse auch Weltmeisterin. Ihr Vater ist der Taekwondo-Großmeister und Weltmeister Kim Chul-hwan. Ihr Vater und sie sind die einzigen Taekwondoin, wo sowohl der Vater als auch die Tochter einen WM-Titel gewinnen konnten.